# Collado de Contreras
Collado de Contreras és un municipi de la província d'Àvila, a la comunitat autònoma de Castella i Lleó.

## Demografia
| 1970 | 1981 | 1991 | 1996 | 2001 | 2004 | 2006 |
| ---- | ---- | ---- | ---- | ---- | ---- | ---- |
| 492  | 360  | 278  | 275  | 269  | 253  | 246  |